# Manchild
Manchild és una sèrie de televisió de comèdia produïda per la BBC guionitzada per Nick Fisher i dirigida per David Evans. Va ser emesa a BBC 2. Ha sigut comparada amb Sex and the City.
Tracta sobre cinc hòmens amb cinquanta-i-escaig anys amb problemes com la frustració en el sexe, en l'amor, el divorci i el matrimoni.

## Repartiment
- Nigel Havers com a Terry, el narrador
- Christine Kavanaugh com a Christine, ex-dona de Terry
- Anthony Stewart Head com a James
- Don Warrington com a Patrick
- Ray Burdis com a Gary
- Lindsey Coulson com a Cheryl, muller possessiva i gelosa de Gary[1]

## Rebuda
A The New York Times es va escriure una ressenya negativa sobre la sèrie on la considerà una sèrie que tal com és una sèrie amb classe i intel·ligent, el seu sadisme el fa difícil de ser agradable de vore.
En una ressenya escrita en The Times es criticà negativament la sèrie considerant-la que no és gens graciosa.

## Nova versió
El guionista Nick Fisher va vendre la sèrie a la productor Touchstone Television. Finalment Showtime va portar endavant la creació de la nova versió. El 2006 es va emetre l'episodi pilot.